# ریاضیات یونان باستان

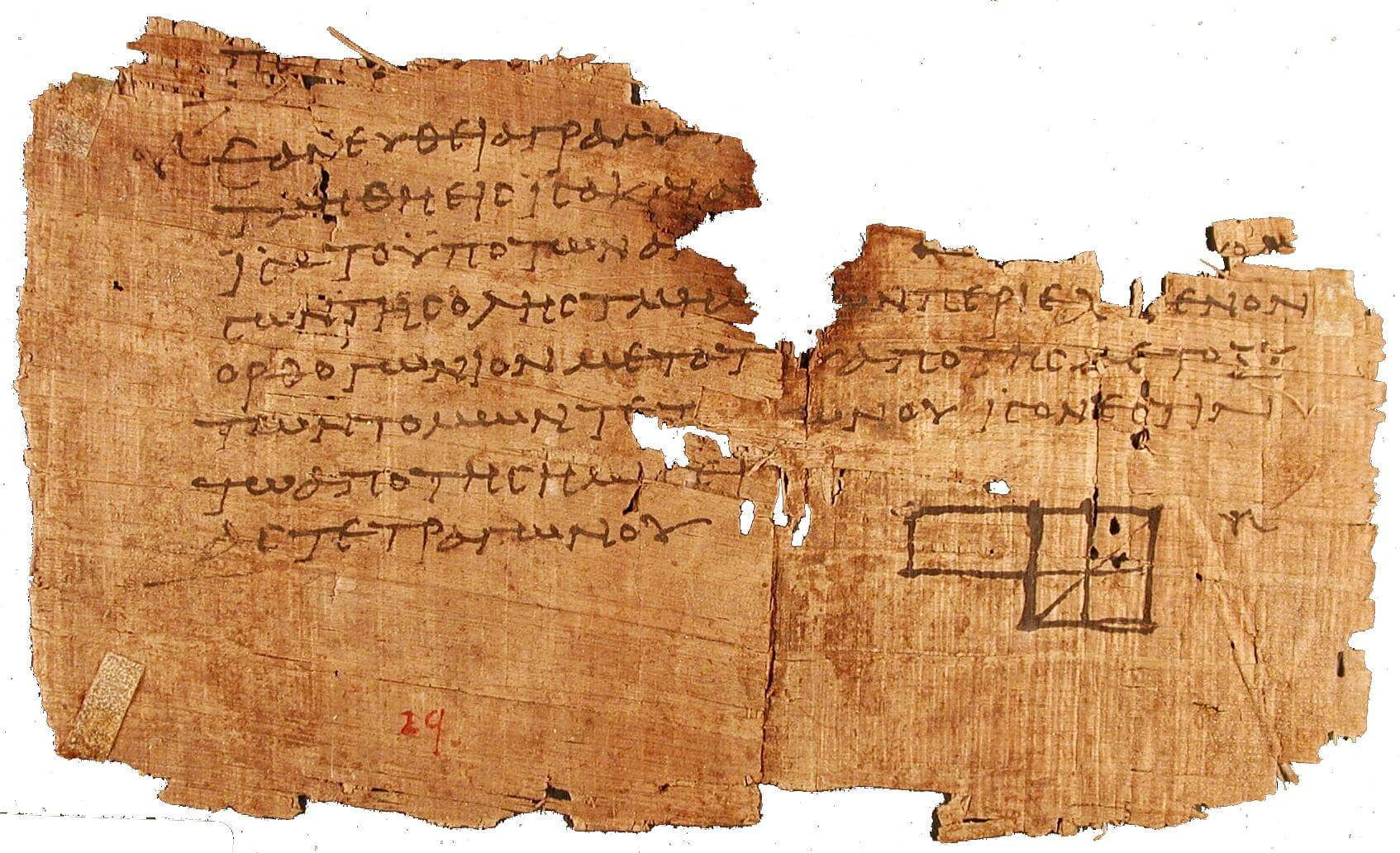
اصول اقلیدس مهم‌ترین متون ریاضی در طول تاریخ ریاضی

ریاضیات یونان باستان به ریاضیات در زبان یونانی از زمان تالس (۶۰۰ قبل از میلاد) و به بسته شدن آکادمی آتن در ۵۲۹ م اشاره دارد. ریاضیدانان یونانی در شهرهایی به گستره بیش از کل مدیترانه شرقی، از ایتالیا تا شمال آفریقا، اما با فرهنگ و زبان متحد، زندگی می‌کردند. ریاضیات یونانی همان دوره پس از اسکندر کبیر که گاهی اوقات ریاضیات یونانی نامیده می‌شود؛ می‌باشند.
ریاضیات یونانی بسیار پیچیده‌تر از ریاضیات مورد استفاده که توسط فرهنگ قبل شروع شده بود، می‌باشد. تمام مستندات از ریاضیات پیش یونانی، نشان دادن استفاده از استدلال قیاسی با مشاهدات مورد استفاده برای ایجاد قوانین کلی می‌باشد. ریاضیدانان یونانی، در مقابل استفاده استدلال استقرایی یا قیاسی، ا از منطق برای استنتاج نتایج از تعاریف و اصول موضوعه استفاده می‌کردند.

قضیه فیثاغورس

تالس یکی ریاضیدانانی است که برای اولین بار به وسیله استدلال منطقی و بدون استفاده از شهود، چند قضیه مهم هندسه را ثابت کرد. فیثاغورس (یا به عبارت درست‌تر فیثاغورسیان که پیروان و شاگردان او بودند) نیز سهم بسزایی در تکامل ریاضیات برهانی داشت. خلاصه‌ای از کارهای فیثاغورسیان را مرور می‌کنیم: این گروه اولین قدم‌ها را در رشد نظریه اعداد برداشتند، مانند معرفی اعداد متحابه، تام، ناقص و زاید و نیز معرفی اعداد مصور مثلثی، مربعی، مخمسی (مراجعه کنید به صفحه ۷۲ تا ۷۴ جلد اول کتاب تاریخ ریاضیات هاوارد د. ایوز). (ب) اولین برهان منطقی و درست از قضیه فیثاغورس که بابلیان قدیم بدون برهان از آن استفاده می‌کردند. (ج) کشف عدد گنگ که یکی از حوادث مهم تاریخ ریاضیات است. (د) ابداع جبر هندسی برای بیان اتحادهای جبری در قالب اصطلاحات هندسی. برای توضیح بیشتر، اتحاد را به این وسیله با شکل زیر «ثابت» می‌کنیم:(ه) حل هندسی معادلات درجه دوم. برای مثال با فرض اینکه a و b دو عدد مثبت باشند، طول x را چنان به دست می‌آوریم که x جواب معادله باشد. این کار را در شکل زیر انجام داده‌ایم. (با این کار می‌توان برای هر عدد طبیعی n، را رسم کرد. کافیست دایره‌ای به قطر n+1 رسم کنیم).
و معرفی بعضی از اجسام پنجگانه افلاطونی یا اجسام منتظم پنجگانه (یک چند وجهی را منتظم گوییم اگر وجوه آن چند ضلعی‌های منتظم مساوی باشند و کنج‌های آن نیز همگی برابر)(ز) بسط روش اصل موضوعی که اثبات یک ادعاست به وسیله سلسله استنتاج‌های دقیق از چند فرض آغازین که کاملاً مشخص هستند.
۳. افلاطون و شاگردان او: تقریباً تمام کارهای مهم ریاضی سده چهارم قبل از میلاد به وسیله شاگردان افلاطون انجام شده‌است و آن‌ها حلقه ارتباط بین فیثاغورسیان و ریاضیدانان مکتب اسکندریه بودند. نظر افلاطون دربارهٔ ریاضیات این بود که این علم عالی‌ترین زمینه را برای تعلیم ذهن فراهم می‌سازد و اداره کنندگان جامعه باید ریاضی بدانند. معروف است که افلاطون بر سر در آکادمی خود نوشته بود: «هر کس هندسه نمی‌داند وارد نشود.» کارهایی که معاصران افلاطون انجام دادند:
الف) کشف مقاطع مخروطی (مقاطع مخروطی معمولاً شامل دایره، سهمی، هذلولوی و بیضی می‌شود) (ب) تضعیف مکعب (چگونگی ترسیم ضلعی از یک مکعب -فقط با خط‌کش و پرگار- که حجم آن مکعب دو برابر حجم مکعبی مفروض است)(ج) تثلیث زاویه (چگونگی تقسیم یک زاویه دلخواه به سه قسمت مساوی-فقط با خط‌کش و پرگار)(د) تربیع دایره (چگونگی ساختن مربعی که دارای مساحتی برابر با مساحت دایره مفروضی باشد -فقط با خط‌کش و پرگار) توضیح: توجه کنید که می‌توان ثابت کرد هیچ‌کدام از کارهای بالا -یعنی تضعیف مکعب، تثلیث زاویه و تربیع دایره را نمی‌توان فقط به وسیله خط‌کش و پرگار انجام داد که داستان مفصل و جالبی برای خود دارد. همچنین توجه کنید که تربیع دایره پیوند نزدیکی با محاسبه عدد پی دارد (در صفحه ۱۱۶ جلد اول کتاب تاریخ ریاضیات هاوارد د. ایوز، می‌توانید تاریخچه زیبایی از عدد پی را مشاهده فرمایید که شامل ۳۸ مدخل است از کارهای یونانیان، مسلمین، اروپائیان و ریاضیدانان عصر جدید دربارهٔ این عدد). اقلیدس: او استاد ریاضیات دانشگاه اسکندریه بود و احتمالاً در آتن یونان درس خوانده‌است. اقلیدس در دوران خود، به فروتنی و توجهش به دیگران معروف بود. بد نیست بدانیم که اسکندریه در آن زمان در حدود پانصد هزار نفر جمعیت داشت و دانشگاه آن بسیار بزرگ و مجهز به سالن‌های سخنرانی، آزمایشگاه، خوابگاه و کتابخانه بود و در این کتابخانه حدوداً ششصد هزار طومار پاپیروس وجود داشت و حدود هزار سال پابرجا ماند.
اقلیدس حدود ۱۰ کتاب تألیف کرده‌است که مهم‌ترین اثر او کتاب اصول اوست که شاید یکی از مهم‌ترین کتاب‌های تمام تاریخ بشر باشد. لازم است بدانیم که این اثر به وسیله مسلمین به دست اروپائیان رسید و اروپائیان اصول اقلیدس را از عربی به لاتین ترجمه کردند. این کتاب شامل ۱۳ مقاله و حاوی ۴۶۵ قضیه دربارهٔ هندسه مسطحه، هندسه فضایی، نظریه اعداد و جبر مقدماتی هندسی است. قضایای معروف این کتاب: آلگوریتم اقلیدسی (برای تشخیص متباین بودن دو عدد)، قضیه اصلی حساب و اثبات این که تعداد اعداد اول بی‌نهایت است. احتمالاً این کتاب تدوینی منظم و زیبا از آثار ریاضیدانان قبل از اقلیدس به همراه کارهای خود اقلیدس است و شاید قصد او از تألیف این کتاب این بوده‌است که یک کتاب درسی مقدماتی در ریاضی عمومی بنویسد. البته اقلیدس در ریاضیات عالی نیز کتاب‌های درسی تألیف کرده‌است. - به نظر می‌رسد که مهم‌ترین کار او در این کتاب آن باشد که سعی کرده‌است تمام ۴۶۵ قضیه را فقط بر اساس ۱۰ اصل موضوع اثبات کند. ارشمیدس: اروپائیان معمولاً «ارشمیدس»، «نیوتن» و «گاوس» را بزرگترین ریاضیدانان همه اعصار می‌دانند. اگر این مطلب درست هم نباشد، ظاهراً می‌توان گفت ارشمیدس بزرگترین ریاضیدان عهد باستان بود. حدوداً در سال ۲۸۷ قبل از میلاد متولد شد و به احتمال قوی مقداری از عمر خود را در دانشگاه اسکندریه گذراند. دربارهٔ زندگانی ارشمیدس مطالب جالبی نقل شده‌است: دفاع از سیراکوز (شهر ارشمیدس) در مقابل سپاه روم و شکست رومیان فقط به وسیله اهرم‌ها و جرثقیل‌ها و نیز تمرکز ذهنی بسیار قوی به‌طوری‌که هنگام حل مسئله از اطراف خود کاملاً بی‌خبر می‌شد- و همین بی‌خبری بالاخره باعث مرگ او شد. ارشمیدس سه کتاب دربارهٔ هندسه مسطحه، دو کتاب دربارهٔ هندسه سه بعدی، دو مقاله دربارهٔ نظریه اعداد، دو رساله (نامه) دربارهٔ ریاضیات کاربردی (در واقع فیزیک ریاضی) و یک رساله (نامه) تحت عنوان «روش» دارد که روش او را در کشف بسیاری از قضایا شرح می‌دهد. این رساله در سال ۱۹۰۶ میلادی کشف شد. مقاله‌های ارشمیدس شاهکارهایی از بیان ریاضی هستند و تا حد قابل توجهی به مقاله‌های امروزی شباهت دارند. او در بسط اولیه مفاهیم انتگرال برای محاسبه مساحتها و حجم‌ها نقش اساسی دارد. او روش کلاسیک برای محاسبه «عدد پی» را کشف کرد. در این روش با ترسیم چند ضلعی‌های محاطی و محیطی برای دایره واحد، به تقریب جالبی برای «عدد پی» می‌رسیم. ارشمیدس - به ادعای ابوریحان بیرونی - کاشف فرمول مشهور «هرون» برای مساحت مثلث برحسب سه ضلع آن است. او در رساله‌ای دربارهٔ مقدار تقریبی دانه‌های شنی که کره‌ای به مرکز زمین و به شعاع زمین تا خورشید را پر نماید، صحبت کرده‌است. در رساله دیگری سعی می‌کند که یک معادله هشت مجهولی با مقادیر صحیح را که به وسیله هفت معادله خطی به هم مربوط شده‌اند، حل کند و یکی از جواب‌های این معادله عددی است با بیش از «۲۰۶۵۰۰» رقم!!
آپولونیوس: هندسه دان کبیر باستان و واضع رسمی مقاطع مخروطی که نام‌های یونانی بیضی، سهمی و هذلولوی به وسیله او به این شکل‌های هندسی داده شده‌است. دیوفانتوس: این ریاضیدان، دارای نبوغ عجیبی در نظریه جبری اعداد بود و مسائل ارائه شده توسط او در بسط جبر و نظریه اعداد اهمیت بسیاری دارند. پاپوس: شارح بزرگ آثار هندسه دانان یونانی که ما قسمت عمده دانش خود را از هندسه یونان باستان، به رساله بزرگ او مدیونیم.

## کتابشناسی
- Boyer, C.B. (1991) [1989], A History of Mathematics (2nd ed.), New York: Wiley, ISBN 978-0-471-54397-8